# Israelitul Român
Israelitul Român (în scrierea vremii Israelitulu Românu) a fost primul periodic evreiesc din Principatele Române, al cărui prim număr a apărut la 22 martie 1857, ca gazetă politică săptămânală, cu întreruperi între 22 martie - 3 aprilie și din septembrie 1857, în limba română în semichirilice, imprimată la tipografiile Iosif Romanov, I. Kopainig și F. Ohm. Coeditori au fost Aaron Ascher, evreu sefard și Isaac Leib Weinberg, evreu așkenaz.
De la 1 august 1868, la 12 ani după seria I, apare Israelitul Român, seria II, bilingv scris în limbile română și franceză (Israelitulu Românu / L'Israélite roumain), în grafie latină, la Tipografia C.A. Rosetti.  („Israelitulu Românu“, diuariu confesiunalu si politicu, apare la Bucuresci, odată pe septemana.)

## Istoric
A fost înființat la București de Iuliu Barasch și de francezul cu rădăcini evreiești Armand Lévy, militând pentru emanciparea evreilor din România și pentru drepturi egale cu ale românilor.
Publicația a apărut pe fondul deșteptării sentimentului identitar al evreilor din imperiile vremii, care preconizau întemeierea unui stat național. De aceea, impulsul fondării publicației a fost dat și de cercurile evreiești din străinătate care sprijineau mișcarea de emancipare. Armand Lévy, care s-a aflat la București în anii 1856-1857, era un apropiat al lui Adolphe Crémieux care, în 1859, fondase Alianța Israelită Universală.

## Conținut
În primul număr al ziarului, Iuliu Barasch a publicat o rugăciune către Dumnezeu, prin care îi cerea să binecuvânteze România, dar și un apel către „israeliți” să facă donații spre ajutorarea fraților lor români („avuții să dea galbeni, săracii parale”), pentru ca, își exprima el speranța, „românii… să vadă că și evreii sunt buni”.
În 1857 Israelitul Român a publicat un articol-apel pentru evreii din Moldova, pentru a susține Unirea Principatelor Române, prin alegerea lui Alexandru Ioan Cuza ca domnitor în ambele principate.
În numărul din 7/19 iunie 1857, Israelitul Român a publicat Scrisoarea lui C. A. Rosetti, cu titlul Rusciuk, 11/25 mai 1857. Din scrisoarea sa rezultă că C. A. Rosetti intră în țară, la întoarcerea din exil, cu pașaport de la ambasada otomană și cu concursul unor cercuri evreiești.
În periodicul Albina, (în ortografia vremii) Anulu III — Nr. 96, Viena, sambeta 14/26 septembre 1868 apărea următoarea știre: „Israelitulu Romanu“, organu alu jidaniloru patrioti, a scosu la lumina planulu si a luatu iniciativ’a la o colecta intre ovrei pentru ridicarea unui monumentu alu unirei armbeloru principate romane.

## Periodicitate
În publicația (în ortografia vremii) „TRANSILVANIA. Fói’a Asociatiunei transilvane pentru literatur’a romana si cultur’a poporului romanu. Anulu II, Nr. 3, Brasiovu 1. Februariu 1869.”, la rubrica „Diuaristic’a romana in an. 1868” (Ziaristica română în anul 1868) unde enumeră publicațiile apărute în anul 1868, la nr. crt. 11 este înscrisă publicația „Israelitulu Romanu," diuariu confesiunalu si politicu Bucuresci, odata pe septemana.